# 特里溫福港
特里溫福港（西班牙語：Puerto Triunfo）是哥倫比亞的城鎮，位於該國北部，由安蒂奧基亞省負責管轄，距離首府麥德林180公里，始建於1944年，面積361平方公里，海拔高度148米，2005年人口16,349。
5°52′N 74°39′W / 5.867°N 74.650°W